# There Goes My Everything
There Goes My Everything je americká country píseň, kterou napsal Dallas Frazier a publikoval ji v roce 1965. O rok později ji nazpíval americký country zpěvák Jack Greene, přičemž píseň dominovala sedm týdnů na vrcholu amerického hudebního žebříčku. Jack Greene s ní vyhrál titul „country píseň roku“ i „country zpěvák roku“ (na vůbec prvním udílení cen CMA Awards) a i díky ní se stal populárním zpěvákem.
Tuto populární píseň nazpívalo velké množství interpretů, např. Engelbert Humperdinck, Anne Murray, Elvis Presley, Ferlin Husky, Roger Whittaker, Loretta Lynnová, Tammy Wynette, Patty Loveless, Slim Whitman, Erin Hay, Tennessee Ernie Ford a Glen Campbell a další.

## České verze
V roce 1967 nazpíval Milan Drobný českou verzi s názvem „Ztrácím svou lásku“. Český text k ní napsal Jiří Grossmann. Tato písnička se však nenesla již v původním country provedení, ale jako taneční.
V roce 2012 se objevila na televizní stanici Šlágr TV rozšířená verze písně Ztrácím svou lásku, kterou nazpívala skupina P. M. Band.
Další českou verzi písně There Goes My Everything, tentokráte v country-provedení, napsal Ronald Kraus s názvem „Tam, kde jsi láskou měl žít“. Tuto verzi nazpívala v roce 1978 Karla Vosmanská-Bajerová ze skupiny Taxmeni (dříve Krajánci). Vyšla na albu Z pastvin velkoměsta.